# 雨 (三善英史の曲)
「雨」（あめ）は、1972年5月25日に発売された三善英史のデビューシングル。

## 解説
シングル発売後、徐々にランクを上げてゆき、発売から約4ヶ月経った10月になってオリコンチャートのトップ10に初登場した。同時期には300万枚を超すセールスを記録した宮史郎とぴんからトリオの「女のみち」があり最高位は2位止まりであったが、累計売上は58.8万枚を記録し、1972年の年間第18位を獲得した。1993年に再発売。2008年1月には本人が出演するアデランスのCM曲に使われて話題を呼び、同年7月に再々発売された。

## 収録曲
- 両楽曲共に、作詞：千家和也／作曲：浜圭介

1. 雨（3分52秒）
編曲：近藤進
2. 黄昏の街（2分59秒）
編曲：馬飼野俊一